# Clan Soga
Pour les articles homonymes, voir Soga.

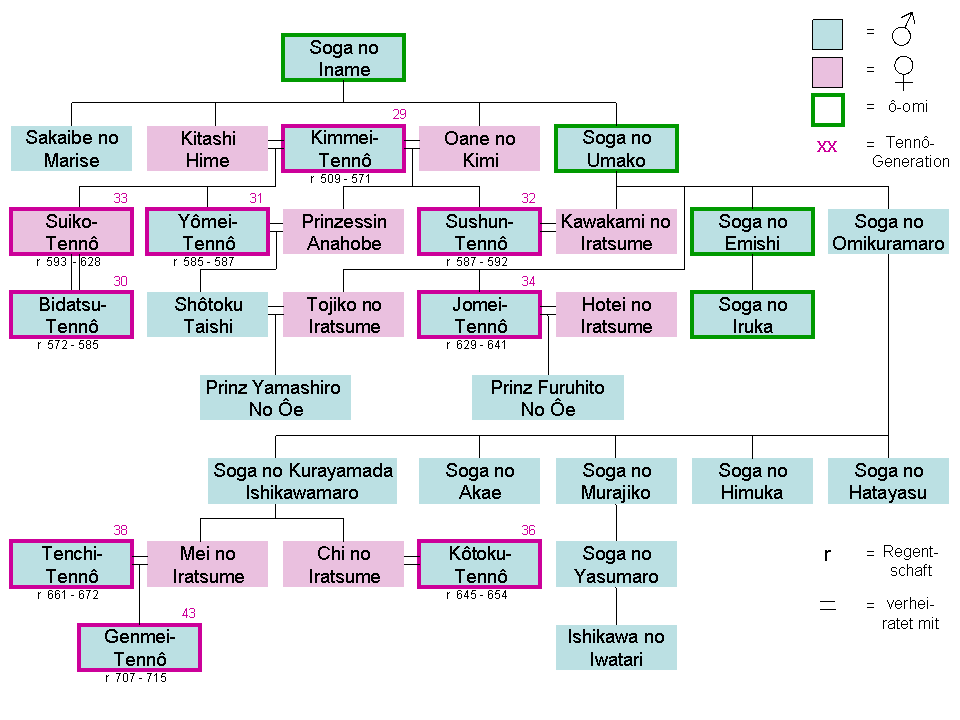
Arbre généalogique du clan Soga

Le clan Soga (蘇我氏, Soga-shi) est un puissant clan japonais des VIe et VIIe siècles. Ils furent les premiers aristocrates du Japon à se convertir au bouddhisme, s'opposant ainsi aux Nakatomi (représentants du shinto à la cour) et aux Mononobe.
Une véritable guerre civile se déclencha entre eux jusqu'à ce que le prince Shōtoku se convertisse au bouddhisme en 587.
À la suite de fouilles archéologiques à Asuka, dans la préfecture de Nara, Yasushi Ban propose l’hypothèse selon laquelle les Soga venaient de Corée et se sont installés au Japon au VIe siècle.

## Membres notables
- Soga no Iname
- Soga no Umako, fils d'Iname
- Soga no Koma, père d'Iname
- Soga no Emishi
- Soga no Iruka, fils d'Emishi
- Soga no Kurayamada no Ishikawa no Maro
- Soga no Kitashihime, fille d'Iname
- Soga no Oanegimi, fille d'Iname